# Coccomyces
Coccomyces De Not – rodzaj grzybów z rodziny łuszczeńcowatych (Rhytismataceae).

## Systematyka i nazewnictwo
Pozycja w klasyfikacji według Index Fungorum: Rhytismataceae, Rhytismatales, Leotiomycetidae, Leotiomycetes, Pezizomycotina, Ascomycota, Fungi.
Synonimy: Coccomycell Höhn., Malenconia Bat. & H. Maia.

## Gatunki występujące w Polsce
- Coccomyces coronatus (Schumach.) De Not. 1859
- Coccomyces dentatus (J.C. Schmidt) Sacc. 1877
- Coccomyces leptideus (Fr.) B. Erikss. 1970
- Coccomyces tumidus (Fr.) De Not. 1847

Nazwy naukowe na podstawie Index Fungorum. Wykaz gatunków według M.A. Chmiel.